# Csoszon közigazgatása

Korea tartományai 1413-tól 1895-ig

Csoszon (Joseon) koreai állam közigazgatásának alapjait 1413-ban tették le, az ekkor felállított tartományi rendszer egészen 1895-ig, a Kabo-reformok idejéig létezett.

## Felosztás
1413-ban az országot nyolc tartományra (to (do), 도; 道) osztották, ezek északról dél felé haladva a következők voltak: Hamgjong (Hamgyeong), Phjongan (Pyeongan), Kangvon (Gangwon), Hvanghe (Hwanghae), Kjonggi (Gyeonggi), Cshungcshong (Chungcheong), Kjongszang (Gyeongsang) és Csolla (Jeolla). A tartományokat tovább osztották prefektúrákra (mok, 목; 牧), járásokra (kun (gun), 군; 郡), körzetekre (hjon (hyeon), 현; 縣), városokra és falvakra. Minden hivatalnokot a kormányzat nevezett ki, kivéve a falvakban dolgozókat. Négy különleges igazgatású város (pu (bu), 부; 府) volt (Kjongdzsu (Gyeongju), Csondzsu (Jeonju), Jonghung (Yeongheung) és Phjongjang (Pyongyang)), 20 prefektúrát, 82 megyét és 175 körzetet alakítottak ki.

### Tisztviselők
| Közigazgatási egység        | Közigazgatási egység | Közigazgatási egység | Közigazgatási egység | Tisztviselő | Tisztviselő     | Tisztviselő                               | Tisztviselő                         |
| Megnevezése                 | Hangul/Handzsa       | Átírt                | Száma                | Megnevezése | Hangul/Handzsa  | Átírt                                     | Rangja                              |
| --------------------------- | -------------------- | -------------------- | -------------------- | ----------- | --------------- | ----------------------------------------- | ----------------------------------- |
| tartomány                   | 도, 道               | to (do)              | 8                    | kormányzó   | 관찰사, 觀察使  | kvancshalsza (gwanchalsa)                 | junior 2. (종2품)                   |
| különleges igazgatású város | 부, 府               | pu (bu)              | 4                    | kormányzó   | 부윤, 府尹      | pujun (buyun)                             | junior 2. (종2품)                   |
| prefektúra                  | 목; 牧               | mok                  | 20                   |             | 목사, 牧使      | moksza (moksa)                            | szenior 3. (정3품)                  |
| járás                       | 군, 郡               | kun (gun)            | 82                   |             | 군수, 郡守      | kunszu (gunsu)                            | junior 4. (종4품)                   |
| körzet                      | 현; 縣               | hjon (hyeon)         | 175                  |             | 현령, 縣令 현감 | hjolljong (hyeolleong) hjongam (hyeongam) | junior 5. (종5품) junior 6. (종6품) |
| falu, város                 |                      |                      |                      |             | 향리, 鄕吏      | hjangni (hyangni)                         |                                     |

A kormányzókat központilag, egy évre nevezték ki, a járások, prefektúrák, körzetek vezetőit határozatlan időre. A falvakat vezető hajngni (hyangni) (향리) a helyiek közül került ki és a hjangcshong (hyangcheong) (향청), egyfajta falusi tanács felügyelte a munkáját. A tanács egyezmény alapján működött, és általában egy helyi jangban (yangban) vezette. A vezetők alatt alacsony beosztásban dolgozó hivatalnokokat mindenütt adzson (ajeon)nak (아전) hívták. A közigazgatási egységeket vezető tisztviselők nem szolgálhattak ott, ahol születtek. A járások elöljáróinak megnevezése a szurjong (suryeong) (수령) volt. Vidéken a bírói elöljárói tisztséget a szatto (satto) (사또) töltötte be.
A Csoszon-kor különleges tisztsége volt az amhengosza (amhaengeosa) (암행어사, 暗行御史), azaz a titkos királyi nyomozó, egyfajta titkosügynök, akinek a feladata inkognitóban való vizsgálódás volt korrupt tisztviselők után nyomozva.